# 溴朵林
溴朵林（U-47931E）是一种有机化合物，化学式为C15H21BrN2O，它是Upjohn公司于1970年代研发的对μ-阿片受体具有选择性的類阿片镇痛药，其药效介于可待因和吗啡之间，略强于喷他佐辛。